# 16770 Angkor Wat
16770 Angkor Wat este o planetă minoră (asteroid) din centura de asteroizi. A fost descoperită pe 30 octombrie 1996 la Colleverde⁠(d) de Vincenzo Silvano Casulli⁠(d). 
Obiectul prezintă o orbită caracterizată de o semiaxă mare de 2,7486542 UAi, o excentricitate de 0,01, o înclinație de 4,80779 ° în raport cu ecliptica.